# Boletina oviducta
Boletina oviducta är en tvåvingeart som först beskrevs av Garrett 1924.  Boletina oviducta ingår i släktet Boletina och familjen svampmyggor.
Artens utbredningsområde är British Columbia. Inga underarter finns listade i Catalogue of Life.